# Lasioglossum cassioides
Lasioglossum cassioides är en biart som beskrevs av Ebmer 2002. Lasioglossum cassioides ingår i släktet smalbin, och familjen vägbin. Inga underarter finns listade i Catalogue of Life.